# Marino Fiasella
Marino Fiasella (Bolano, 29 marzo 1957) è un politico e architetto italiano, presidente della Provincia della Spezia dal 2007 al 2014.

## Biografia
Architetto, dal 1985 al 1992 è consigliere comunale a Bolano.
Nel 1997 viene nominato assessore alla Provincia della Spezia nella giunta di centrosinistra del presidente Giuseppe Ricciardi, ruolo in cui viene confermato anche dopo le elezioni del 2002.
Alle elezioni provinciali spezzine del 2007 è candidato alla presidenza della provincia della Spezia dal centrosinistra, vincendo al primo turno con il 53,1% dei voti. Nel maggio 2012, alla scadenza naturale del mandato, è nominato commissario straordinario, dopo che la nuova legge aveva abolito l'elezioni diretta dei consigli provinciali; resta in carica fino al 14 ottobre 2014.